# 恋の風車
「恋の風車」（こいのかざぐるま）は、1974年1月15日に発売されたチェリッシュの9枚目のシングル。

## 概要
1974年最初のシングル。作詞は前作『白いギター』に引き続き林春生が担当。作曲はこれまで4作連続で馬飼野俊一が手掛けていたが、本作は『ひまわりの小径』以来6作ぶりに筒美京平が担当している。これまでの素朴なフォーク調のイメージを一新する、軽快でアップテンポな曲調となっている。
本作はチャート最高位3位、19週にわたりチャートインするヒットとなり、大晦日の第25回NHK紅白歌合戦でも本作が歌唱される。

## 収録曲
- 両楽曲共に、作詞：林春生／作曲・編曲：筒美京平

1. 恋の風車（3分13秒）
2. 砂時計（3分00秒）

## 収録アルバム
- メルヘンの旅 チェリッシュ・オリジナル5 (#1、#2)
- ベスト・コレクション'75  (#1)
- チェリッシュのすべて  (#1)

他多数

## カバー
恋の風車
- 天地真理（1974年） - アルバム『恋と海とTシャツと／恋人たちの港』収録。
- 伊藤咲子（1974年） - アルバム『ひまわり娘』収録。
- 麻丘めぐみ（1974年） - アルバム『グランド・デラックス』収録。
- 黃思雯（1978年） - 広東語のカバー。曲名は「人到無求無寫意」。アルバム『新的一天新希望』収録。
- 鄭少秋（1979年） - 広東語のカバー。曲名は「心思思」。アルバム『心思思・旅美演唱歌曲精選』収録。
- 森森，斑斑，李振輝（1979年） - 広東語のカバー。曲名は「高峰我願到」。アルバム『星星月亮冇太陽』収録。
- 華娃（1984年） - 区潔鈴の作詞による広東語のカバー。曲名は「小仙地」。香港の亜洲電視で放映された日本のアニメ番組「ハロー!サンディベル」の広東語版(タイトル「小仙地」)の主題歌として制作された。小人国製作中心の企画アルバム『醒目仔時間歌曲精選』『1986卡通穿梭30首』収録。亜洲電視閉局後の2016年5月に発売されたメモリアルアルバム『亞視永恆』にも収録された。